# أدولف أبيل
أدولف أبيل (بالألمانية: Adolf Abel)‏ هو مهندس معماري ألماني، ولد في 27 نوفمبر 1882 في باريس في فرنسا، وتوفي في 3 نوفمبر 1968 في بروكبيرغ في ألمانيا.

## وصلات خارجية
- أدولف هابيل على موقع أوليمبيديا (الإنجليزية)